# گاوسهره سنت کیتس
گاوسهره سنت کیتس (نام علمی: Melopyrrha grandis)، که در محلی به عنوان آهنگر کوهستانی شناخته می‌شود، یک گونه پرنده آوازخوان احتمالاً منقرض‌شده از سردهٔ گاوسهره‌های سیاه است که بومی جزیره سنت کیتس بود.